# Kákics
Kákics ist eine ungarische Gemeinde im Kreis Sellye im Komitat Baranya.

## Geographische Lage
Kákics liegt drei Kilometer nördlich der Kreisstadt Sellye. Nachbargemeinden sind  Okorág drei Kilometer nordöstlich und Marócsa dreieinhalb Kilometer nordwestlich gelegen.

## Sehenswürdigkeiten
- Heimatkundliche Sammlung (Helytörténeti kiállítás)
- Reformierte Kirche, erbaut im 18. Jahrhundert
- Schäferhaus (Pásztorház)

## Verkehr
Kákics ist angebunden an die Eisenbahnstrecke von Szentlőrinc nach Sellye. Durch die Gemeinde führt die Landstraße Nr. 5806. Es bestehen Busverbindungen nach Sellye und Marócsa.